# Imedi TV
Imedi TV (georgiska: ტელერადიოკორპორაცია "იმედი", Teleradiovorkoratsia Imedi) är ett privat television- och radioföretag i Georgien. Bolaget ägdes tidigare delvis av mediemogulen Badri Patarkatsisjvili och delvis av Rupert Murdochs News Corporation. 
Imedis utbud består av dels radio- och dels av televisionssändningar. Radio Imedi började sända på frekvensen 105,9 i Georgiens huvudstad Tbilisi år 2001. Sedan oktober år 2003 har Radio Imedi sändningar 24 timmar om dygnet över hela Georgien. 

## Kontroverser
Bolaget har varit med om flera kontroverser, den senaste ägde rum den 13 mars 2010. På kvällen den 13 mars sände Imedi ett falskt nyhetsinslag som skapade chockvågor över landet. Enligt dessa falska nyheter skulle Ryssland ha invaderat Georgien efter en "terrorattack" mot Sydossetiens president Eduard Kokojty. I inslaget sades det även att 4 georgiska soldater hade dödats och att president Micheil Saakasjvili och hans regering evakuerats. I flera minuter "rapporterade" även källan att Saakasjvili dött och att ett folkets regering, lett av oppositionsledaren Nino Burdzjanadze bildats. Det falska programmet, som pågick under en halvtimma, rapporterade även om luftangrepp mot landets hamnar och flygplatser. Först vid slutet av programmet meddelade presentatörerna på Imedia att det som inslaget rapporterade om inte inträffat. När programmet började hade man även varnat om att inslaget inte var på riktigt, utan att det visade vad som skulle kunna hända.
Det falska programmet fördömdes av många framstående georgier, däribland patriark Ilia II av Georgien. Programmet spred storskalig panik i Georgien. Många civila flydde sina hem för att undkomma "invasionen". Det rapporterades även om att civila drabbats av hjärtattack efter att ha sett den falska rapporteringen.